# Милс (Вайоминг)
Милс (англ. Mills, Wyoming) — город, расположенный в округе Натрона (штат Вайоминг, США) с населением в 4034 человека по статистическим данным переписи 2020 года.

## География
По данным Бюро переписи населения США город Милс имеет общую площадь в 4,4 квадратных километров, водных ресурсов в черте населённого пункта не имеется.
Город Милс расположен на высоте 1562 метра над уровнем моря.

## Демография
| Год переписи | Нас. |  | %±     |
| ------------ | ---- |  | ------ |
| 1930         | 357  |  | —      |
| 1940         | 379  |  | 6,2%   |
| 1950         | 866  |  | 128,5% |
| 1960         | 1477 |  | 70,6%  |
| 1970         | 1724 |  | 16,7%  |
| 1980         | 2139 |  | 24,1%  |
| 1990         | 1574 |  | −26,4% |
| 2000         | 2591 |  | 64,6%  |
| 2010         | 3461 |  | 33,6%  |
| 2020         | 4034 |  | 16,6%  |
| 1930–2020    |      |  |        |

По данным переписи населения 2000 года в Милсе проживал 2591 человек, 700 семей, насчитывалось 1161 домашнее хозяйство и 1272 жилых дома. Средняя плотность населения составляла около 601 человек на один квадратный километр. Расовый состав Милса по данным переписи распределился следующим образом: 93,98 % белых, 0,46 % — чёрных или афроамериканцев, 1,51 % — коренных американцев, 0,23 % — азиатов, 0,04 % — выходцев с тихоокеанских островов, 1,85 % — представителей смешанных рас, 1,93 % — других народностей. Испаноговорящие составили 3,94 % от всех жителей города.
Из 1161 домашних хозяйств в 26,1 % — воспитывали детей в возрасте до 18 лет, 43,2 % представляли собой совместно проживающие супружеские пары, в 11,3 % семей женщины проживали без мужей, 39,7 % не имели семей. 31,4 % от общего числа семей на момент переписи жили самостоятельно, при этом 9,8 % составили одинокие пожилые люди в возрасте 65 лет и старше. Средний размер домашнего хозяйства составил 2,23 человек, а средний размер семьи — 2,75 человек.
Население города по возрастному диапазону по данным переписи 2000 года распределилось следующим образом: 22,5 % — жители младше 18 лет, 10,8 % — между 18 и 24 годами, 30,4 % — от 25 до 44 лет, 22,5 % — от 45 до 64 лет и 13,8 % — в возрасте 65 лет и старше. Средний возраст жителей составил 38 лет. На каждые 100 женщин в Милсе приходилось 102,7 мужчин, при этом на каждые сто женщин 18 лет и старше приходилось 100,7 мужчин также старше 18 лет.
Средний доход на одно домашнее хозяйство в городе составил 26 717 долларов США, а средний доход на одну семью — 33 105 долларов. При этом мужчины имели средний доход в 29 728 долларов США в год против 20 945 долларов среднегодового дохода у женщин. Доход на душу населения в городе составил 14 103 доллара в год. 16,2 % от всего числа семей в округе и 18,4 % от всей численности населения находилось на момент переписи населения за чертой бедности, при этом 20,0 % из них были моложе 18 лет и 13,6 % — в возрасте 65 лет и старше.